# Tharra bidentis
Tharra bidentis är en insektsart som beskrevs av Nielson 1975. Tharra bidentis ingår i släktet Tharra och familjen dvärgstritar. Inga underarter finns listade i Catalogue of Life.